# اسمیتس فالز
اسمیتس فالز (به انگلیسی: Smiths Falls) یک سکونتگاه مسکونی در کانادا است که در انتاریو واقع شده‌است.

## خصوصیات
اسمیتس فالز  ۸٬۹۷۸ نفر جمعیت دارد.